# Юдин, Виктор Степанович
Ви́ктор Степа́нович Ю́дин (23 февраля 1923, Самарская губерния — 12 марта 1990, Тула) — советский военачальник, генерал-майор, Герой Советского Союза, участник Великой Отечественной войны в должности заместителя командира батальона автоматчиков 44-й гвардейской Бердичевской Краснознамённой орденов Богдана Хмельницкого и Красной Звезды танковой бригады 11-го гвардейского танкового корпуса 1-й гвардейской танковой армии 1-го Украинского фронта.

## Биография
Родился 23 февраля 1923 года в селе Новый Буян ныне Красноярского района Самарской области в семье крестьянина. Русский.
Окончил 10 классов. Работал комбайнёром, радиотехником, электромехаником, шофёром в Самаре.
В Красной армии с февраля 1942 года. Окончил Куйбышевское военное пехотное училище в 1942 году. На фронтах в Великую Отечественную войну с ноября 1942 года. Воевал на Сталинградском, Воронежском, 1-м Украинском фронтах, участвовал в Сталинградской битве, освобождении Украины, Молдовы, Польши, боях на территории Германии. Член ВКП(б) с 1943 года.
Заместитель командира батальона автоматчиков 44-й гвардейской танковой бригады (11-й гвардейский танковый корпус, 1-я гвардейская танковая армия, 1-й Украинский фронт) гвардии старший лейтенант Юдин под огнём противника первым с ротой автоматчиков 17 июля 1944 года преодолел реку Западный Буг в районе села Добрячин.
30 июля батальон под непрерывным огнём противника на рыбацких лодках, самодельных плотах и брёвнах форсировал реку Висла юго-западнее города Сандомир (Польша). Первым в батальоне переправился через Вислу передовой отряд под командованием старшего лейтенанта В. С. Юдина. Достигнув левого берега, автоматчики сломили сопротивление врага, захватили плацдарм и удерживали его до подхода главных сил батальона. В ходе расширения плацдарма выбили гитлеровцев из деревень Старый и Новый Ходкув. Своими действиями обеспечили переправу всей бригады.
Указом Президиума Верховного Совета СССР от 23 сентября 1944 года за мужество, отвагу и героизм, проявленные в борьбе с немецко-фашистскими захватчиками, гвардии старшему лейтенанту Юдину Виктору Степановичу присвоено звание Героя Советского Союза с вручением ордена Ленина и медали «Золотая Звезда» (№ 4580).
Войну закончил в Берлине.
После войны В. С. Юдин продолжал службу в Советской армии. В 1947 году он окончил курсы «Выстрел», в 1956 году — Военную академию имени М. В. Фрунзе, после окончания которой занимал ряд командных должностей в воздушно-десантных войсках. С 1966 года по 1976 год генерал-майор В. С. Юдин был областным военным комиссаром в Оренбурге. С 1976 года — в запасе. Работал начальником отдела научно-исследовательского института в Туле.

## Награды
- медаль «Золотая Звезда» Героя Советского Союза;
- орден Ленина;
- два ордена Красного Знамени;
- орден Отечественной войны I степени;
- орден Отечественной войны II степени;
- орден Красной Звезды;
- орден «За службу Родине в Вооружённых Силах СССР» III степени;
- медали.

## Память
- Похоронен в городе Туле на Смоленском кладбище.
- Именем Юдина В. С. названа улица в Туле.
- На доме, где жил Герой, по адресу: город Тула, улица Циолковского, дом 5, корпус 1, установлена мемориальная доска.
- В селе Новый Буян установлена мемориальная доска.
- Именем Юдина В. С. названа Новобуянская школа.